# Nippering
Nippering är en ort i Australien. Den ligger i kommunen Wagin och delstaten Western Australia, omkring 220 kilometer sydost om delstatshuvudstaden Perth. Orten hade 21 invånare år 2021.
Trakten runt Nippering är nära nog obefolkad, med mindre än två invånare per kvadratkilometer.. Närmaste större samhälle är Dumbleyung, nära Nippering.
Trakten runt Nippering är ofruktbar med lite eller ingen växtlighet. Genomsnittlig årsnederbörd är 476 millimeter. Den regnigaste månaden är september, med i genomsnitt 80 mm nederbörd, och den torraste är februari, med 6 mm nederbörd.